# Mont-rodat
Montrodat és un municipi del departament francès del Losera a la regió d'Occitània.